# 斑尾榛鸡
斑尾榛鸡（学名：Tetrastes sewerzowi）为松鸡科榛鸡属的鸟类，俗名羊角鸡，是中国的特有物种。分布于甘肃、青海、四川等地，主要生活于山柳灌丛、金腊梅灌丛、杜鹃灌丛、云杉林以及赤杨林。该物种的模式产地在甘肃山脉。

## 保护
- 中国国家重点保护动物等级：一级

## 亚种
- 斑尾榛鸡指名亚种（学名：Tetrastes sewerzowi sewerzowi），是中国的特有物种。分布于甘肃、青海、四川等地。该物种的模式产地在甘肃山脉。[3]
- 斑尾榛鸡四川亚种（学名：Tetrastes sewerzowi secunda），是中国的特有物种。分布于四川等地。该物种的模式产地在西康附近。[4]